# アンヘレス駅
アンヘレス駅 (タガログ語: Estasyong ng Angeles)は、パンパンガ州アンヘレスに位置するフィリピン国鉄北方本線の駅。北方本線の営業中止に伴って駅は利用されていない。マニラのトゥトゥバン駅からは78.43㎞の位置にあった。

## 歴史
1892年2月2日にCuliat駅として開業した。建設当時は1階がレンガ造りで木造の2階部分が存在したが後の改修でなくなっている。
第2次世界大戦中、1942年のバターン死の行進では、有蓋貨車で運ばれ途中停車していた捕虜に、周辺住民が食料を提供しようとした。
1989年、北方本線がマロロスまでの運行となり、利用が停止した。現在もかつての駅舎遺構は残っている。
現在進められている北方本線再建計画の"PNR Clark Phase 2"において、駅が再建される計画が存在する。

## 註釈
1. ↑  “Environmental Impact Statement Report for the Proposed PNR Clark Phase 2 (Malolos Clark Railway) Project”.   フィリピン運輸通信省. 2020年6月27日閲覧。